# Désiré Delcroix
Désiré (Desideer) Delcroix (Deinze, 12 september 1823 – Schaarbeek, 4 oktober 1887) was een Vlaams toneel- en romanschrijver. Zoals dit ook voor andere schrijvers uit deze periode het geval is, kaderde zijn literair werk binnen de Vlaamse Beweging. Delcroix won voor zijn toneelwerk verschillende staatsprijzen. Delcroix was lid van verschillende Vlaamse strijdverenigingen, zoals het Vlaemsch Midden-Comiteit, opgericht in 1849 in Brussel en het Vlaemsch Comiteit van Frankrijk. Delcroix was ook secretaris van de Koninklijke toneelmaatschappij De Morgenstar in Brussel.
Delcroix werkte van 1840 tot 1849 als ambtenaar bij de ontvanger van het kantoor der accijnzen in Gent. Daarna werkte hij een tijdlang in Brussel als onderwijzer. Vanaf 1859 werkte hij opnieuw als ambtenaar toen hij bureauchef en vervolgens afdelingschef werd van de Nederlandse afdeling bij het bestuur der kunsten, wetenschappen en letteren van het Ministerie van Binnenlandse Zaken. In die functie speelde hij een belangrijke rol bij het bevorderen van de Nederlandstalige cultuur in België.
Bij Koninklijk Besluit van 25 januari 1864 wordt Delcroix door minister Alphonse Vandenpeereboom benoemd tot secretaris van de koninklijke spellingscommissie om eenduidige spellingsregels te ontwerpen voor de Nederduitsche of Vlaamsche taal. De commissie rondt haar werkzaamheden af op 7 september 1864 en haar besluiten worden eind van dat jaar van kracht voor het onderwijs in het Vlaams en voor alle bestuurlijke briefwisseling, wetten en besluiten en openbare akten die in het Vlaams worden opgesteld of vertaald.
Bij de oprichting op 8 juli 1886 van de Koninklijke Vlaamsche Academie voor Taal- en Letterkunde werd Delcroix door de regering benoemd tot lid van de Academie. Hij bleef lid van de Academie tot aan zijn dood in 1887.

## Naar hem vernoemd
- In Deinze werd de ‘’Désiré Delcroixstraat’’ naar hem vernoemd.

## Werken
- Geld en Liefde, zedenroman, Brussel, Gent, Amsterdam 1855; online
- Morgend, middag en avond, zedenroman, Verbruggen, Brussel 1857; online
- De Familietwist, drama in vier bedrijven en een voorspel, met medewerking van G.J. Dodd, Gent 1860; online
- Het Nederduitsch Tooneel in België, Brussel 1864.
- Drie dagen uit de geschiedenis van België, Brussel 1866.
- Coup d'oeil sur la situation actuelle de la littérature flamande, Bruxelles 1866.
- Lena, drama in vijf bedrijven, Brussel 1870, Leiden 1872.
- Philippine van Vlaanderen, Acht tafereelen uit de geschiedenis van het vaderland, historisch drama in acht taferelen, Leiden 1875; bekroond met de driejaarlijkse staatsprijs voor Nederlandse toneelliteratuur
- Elisa, drama in vier bedrijven, Leiden, Brussel 1877 ; bekroond met de zevende driejaarlijkse staatsprijs voor Nederlandse toneelliteratuur voor de periode 1874-1876.